# Desmodium polystachyum
Desmodium polystachyum är en ärtväxtart som beskrevs av Diederich Franz Leonhard von Schlechtendal. Desmodium polystachyum ingår i släktet Desmodium och familjen ärtväxter. Inga underarter finns listade i Catalogue of Life.